# Sebastian Falk
Sebastian Falk (Järbo, 5 juni 1977) is een voormalig Zweeds schaatser.
Tijdens het EK Allround 2000 in Hamar behaalde Falk met de zeventiende plaats zijn hoogste internationale allroundklassering. Op de WK afstanden van 2004 behaalde hij op de 5000 meter eveneens de zeventiende plaats. Vanaf het seizoen 2006/2007 reed Falk marathonwedstrijden als lid van de BlauweStad.nl-formatie. Starter Åke Falk is familie van hem.

## Persoonlijke records
| Afstand      | Tijd     | Datum            | Baan           |
| ------------ | -------- | ---------------- | -------------- |
| 500 meter    | 37,44    | 14 januari 2006  | Hamar          |
| 1000 meter   | 1.14,31  | 9 november 2002  | Inzell         |
| 1500 meter   | 1.48,57  | 19 november 2005 | Salt Lake City |
| 3000 meter   | 3.46,86  | 5 november 2005  | Calgary        |
| 5000 meter   | 6.22,94  | 13 november 2005 | Calgary        |
| 10.000 meter | 13.51,75 | 25 november 2004 | Heerenveen     |

## Resultaten
| Jaar | NK Sprint | NK Allround | EK Allround | WK Allround | WK Afstanden        |
| ---- | --------- | ----------- | ----------- | ----------- | ------------------- |
| 1998 |           |             |             | NC25        |                     |
| 1999 |           |             | NC19        |             |                     |
| 2000 |           |             | NC17        |             | 19e 1500m 23e 5000m |
| 2001 | Zilver    | Goud        | NC21        |             |                     |
| 2002 | Zilver    | Goud        | NC20        |             |                     |
| 2003 | Zilver    | Zilver      | NC22        |             |                     |
| 2004 | Zilver    | Zilver      |             |             | 17e 5000m           |
| 2005 |           | Zilver      | NC20        |             | NF 5000m            |
| 2006 |           | Goud        | NS3         |             |                     |
| 2007 | Zilver    |             |             |             |                     |
|      |           |             |             |             |                     |
| 2012 | Brons     |             |             |             |                     |

NC# = niet gekwalificeerd voor de laatste afstand, maar wel als # geklasseerd in de eindrangschikking,
NF = niet gefinisht, NS = niet gestart